# 07-Ghost
07-Ghost (яп. セブンゴースト сэбун го:суто, «Седьмой Дух») — мистическая манга Итихара Юкино, Амэмия Юки вышедшая в 2005 г.
Аниме-сериал под тем же названием, выпущен Studio DEEN. Премьера состоялась в апреле 2009 года.

## Сюжет
Тэйто Кляйн, бывший раб, попадает в Барбургскую имперскую военную академию благодаря небывалой силе своего Зайфона. Его способности необыкновенны и высоко оценены. Тэйто ничего не помнит из своего прошлого, но ему часто снятся сны, в которых он видит церковь (замок), а также человека, которого, как ему кажется, он знает.
Спустя несколько лет в Академии Тэйто предстоит сдавать выпускной экзамен. Это считается очень сложной задачей, так как средний показатель сдавших — один из двадцати пяти. Да и молва гласит, что выпускники погибали прямо во время экзамена. В ночь перед экзаменом Тэйто и его лучший (и единственный) друг Микагэ дают клятву, что они никогда не бросят друг друга, особенно, когда понадобится помощь. На следующий день Тэйто идёт подписывать бумаги к своему профессору и случайно в разговоре слышит своё имя. Он останавливается, чтобы подслушать. Говорящий — это человек по имени Аянами. Тот самый, что убил мужчину из сна Тэйто, который, как оказывается, отец главного героя и, по совместительству, бывший король Королевства Раггс. Тэйто попытался напасть на убийцу своего отца, но был быстро остановлен одним из подчинённых Аянами и отправлен в тюрьму. Микагэ приходит к нему на помощь, но обнаруживает, что Тэйто уже обезвредил охранников. Эти двое пытаются спастись бегством и оказываются на балконе. Тэйто перед преследователями делает вид, что хочет убить Микагэ, приставляя к шее друга нож. Он пытается сбежать с помощью угнанного хавкзайла, когда Аянами атакует его Зайфоном. Епископы из седьмого округа подбирают раненного Тэйто и привозят в церковь для выздоровления.
Фактически Тэйто носит Око Михаэля, могущественный талисман, принадлежащий его родине, Королевству Раггс. Трагическая смерть любимого им человека приносит с собой желание отомстить и воспоминания о прошлом. Теперь его судьба тесно переплетена с Богами: Верлореном и Семью Душами.
Участь его лучшего друга побуждает Тэйто обучиться мастерству владения баклзом — могущественным оружием, которое может усилить и сфокусировать его внутреннюю силу. Друзья становятся врагами, а соперники — союзниками. Тэйто начинает исполнять свою судьбу: защищать своё павшее Королевство от прислужников его старых хозяев.

## Место действия
Место действия манги и аниме — это выдуманный мир, у которого есть свои законы, королевства, боги и волшебство. Основное транспортное средство — хавкзайл — крылатый мотоцикл, похожий на настоящую птицу. Рибидзайл — армейский корабль первого класса. Весь мир разделён на семь областей (районов), каждая из которых имеет свои правила и культуру. Каждый округ ещё называют Домом Бога. Они находится под покровительством одного из Семи Душ. Еда в этом мире также довольно своеобразная, например, глаз-рыбы и съедобные цветы. Местные деньги — юусы.

### Зайфон
Зайфон (яп. ザイフォン дзайфон) — это магия мира «07-Ghost». Зайфон — это способность жизненной энергии преобразовываться в различные виды силы. Зайфон контролируется человеком, который преобразует свои эмоции, а получившаяся сила имеет очертания слов. Лишь единицы обладают этим даром. У каждого способность выражается по-разному. В большинстве случаев обнаруживается при рождении.
Зайфон бывает трёх видов:
- Исцеляющий Зайфон — Люди с таким видом Зайфона способны исцелять словом. Персонажи, которые используют подобный вид Зайфона: епископ Лабрадор, ассистент архиепископа Бастиен, Оука и Капелла.
- Атакующий Зайфон — Те, кто используют такой вид Зайфона, могут атаковать своей силой или, наоборот, защищаться от атак нападающих. Персонажи, которые используют подобный вид Зайфона: Тэйто, Микагэ, Аянами, Хакурэн, епископ Фрау.
- Преобразующий Зайфон — Такой тип Зайфона очень специфичен и редко встречается. Те, кто используют такой Зайфон, способны перемещать вещи куда угодно. Обладателем данного вида Зайфона является епископ Кастор.

Также существует разные виды оружия, которые используют Зайфон. Один из самых известных называется «баклз». С баклзом люди могут атаковать Кор. Однако, целительный Зайфон не может непосредственно атаковать Кора, но может сдерживать его и извлекать Кор из человека. Атакующий Зайфон может нападать. Согласно сведениям, полученным от Кастора, люди могут обучиться владению разными видами Зайфона. Также было упомянуто, что есть и другое оружие, с помощью которого можно управлять Зайфоном. Оно используется для сражений, но безвредно для Кора.

### 7 Душ и Верлорен
Несколько веков существует миф о том, как бог смерти Верлорен (яп. フェアローレン Фэаро:рэн) совершил преступление (убил дочь Владыки небес) и был вынужден сбежать на землю. В результате сердца людей были захвачены злым богом и были ввергнуты в отчаянье. Услышав их призывы о помощи, Владыка небес отправил семь божественных огоньков для того, чтобы наказать злобного Верлорена. Названные «Семью Душами», они запечатали отвратительного Верлорена на земле и стали защитниками Империи. Матери рассказывают своим детям, что если они будут вести себя плохо, придут Семь душ и заберут их с собой.
Пока Верлорен находится в заточении, его посланники, Коры, ищут людей и заключают с ними договор, тем самым, подчиняя человека влиянию Верлорена. Если такой контракт заключён, на теле человека появляется метка, также известная как Проклятье Верлорена, и это означает, что ещё одно сердце начала поглощать тьма. Задача Семи Душ — борьба с Верлореном и его проклятьем, а также препятствие выполнению уже заключённых контрактов. Только епископы могут снять проклятье Верлорена с помощью замысловатой церемонии.
Варс — это человек, у которого Кор исполнил все три желания. Варсфайли — это люди, которые могут управлять Варсом. В аниме слово используется по немецким правилам произношения («Варс» с краткой «а»). Баклзы, к которым прикоснулся Варсфайль, становятся чёрными.
Семь Душ — это люди с очень необычными способностями Зайфона, так как они были непосредственно благословлены Владыкой Небес. Каждый из Семи Душ — мёртв. Фрау, Кастор, Лабрадор, Фиа Кройц и Ланс точно являются одними из Душ, каждый из них имеет соответствующую метку на руке. Настоящие имена 7 Душ: Зехель, Фест, Профе, Рандкальд, Рилект, Эа и Фертраг. У каждого из 7 Душ есть необычная сила: Зехель избавляет человека от неудач, Фест соединяет души, Профе — искусный провидец, и т. д. Их имена, написанные на кандзи, являются ключом к понимаю их силы. Также в манге упоминается, что Семь Душ сделаны Владыкой Небес из частей Верлорена.
Несмотря на то что Верлорен запечатан в Ящике Пандоры уже 1000 лет, его дух независим и, однажды, он овладеет сердцами людей.
Зехель (яп. ゼヘル Дзэхэру) — 斬魂 «пронизывающий дух» (Фрау; тот, кто разделяет тела).
Фест (яп. フェスト Фэсуто) — 繋魂 «связывающий дух» (Кастор; тот, кто соединяет души).
Профе (яп. プロフェ Пурофэ) — 言魂 «говорящий дух» (Лабрадор; тот, кто предвидит).
Рандкальд (яп. ランドカルテ Рандокарутэ) — 消魂 «уничтожающий дух» (Кацураги).
Рилект (яп. レリクト Рэрикуто) — 遺魂 «оплакивающий дух» (Ланс; тот, кто может видеть прошлое).
Эа (яп. エア Эа) — 醒魂 «пробуждающий дух» (Кал; тот, кто направляет души).
Фертраг (яп. フェアトラーク Фэатора:ку) — 契魂 «принимающий обеты дух» (Фиа Кройц; тот, кто управляет душами).
Семь Душ, продолжая охранять душу Верлорена, всегда находятся в этом мире. Чтобы сосуществовать с людьми, они принимают человеческую форму. Вскоре, они связали себя с людьми, как говорят, основали семьи. И сейчас, тысячу лет спустя, кровь унаследована одним из Домов. Они — «Семья Бога». Люди из Домов Бога не унаследовали способности Семи Душ. Дома были избраны Императором и Папой, чтобы быть ответственными за самые серьёзные дела этой страны. Дома также участвуют в выборах Папы и Императора. Дома Богов — кровные родственники Богов и поэтому они не имеют права запятнать кровь, которую они разделяют с Семью Душами. Но они также люди, которых не могут осудить ни церковь, ни армия. Владыка Небес сохраняет Дома Бога от осквернения на случай своего прибытия.

### Три желания
Когда человеку даруется жизнь Владыкой Небес, они беседуют о его дальнейшей судьбе и выбирают три желания. Когда все желания исполняются, душа отправляется обратно на Небеса, чтобы переродиться. Однако когда люди рождаются, они не помнят, какие желания они выбрали, и выполнения каждого делает их счастливыми.
Но зло становится на пути осуществления желаний. Среди них и Кор, которые похищают желания людей и затягивают человека во тьму. Когда люди попадают под власть Кор, первое желание исполняется, но сердце человека становится зыбким и неспособным удовлетвориться тем, что случилось. Когда исполняется второе желание, человек впадает в состояние голода и становится зависимым. Когда и третье желание исполнено Кор, душа ввергается в ещё большую тьму и теряет способность когда-либо вернуться на Небеса. Кор, который теперь присоединяется к остальным ему подобным, ожидает возвращения своего хозяина — Верлорена. Одержимое тело, три желания которого выполнил Кор, называется Варс.
Обязанность церкви освобождать людей от влияния Кор, но зависимость нелегко снять. Существует коррекционный центр, где людям помогают обрести себя. Бывают случаи, когда Кор исполняет желание не из числа трёх заветных мечтаний, но это нарушает равновесие, и такого Кора могут даже наказать.

### Око Михаэля и Око Рафаэля
Набор камней, которые могут быть вставлены в руку человека. Они позволяют архангелам Михаэлю и Рафаэлю на время овладевать телом того человека, в котором хранится камень. Их нельзя обнаружить, по крайней мере, до тех пор, пока не сменится обычный цвет глаз владельца или пока он/она не покажут мастерство владения Зайфоном. Королевская семья Раггс — владелец Ока Михаэля. Барсбургская Империя — владелец Ока Рафаэля. Договор между двумя государствами устанавливал, что ни одно из них не будет искать другое Око. Но именно этот пункт и нарушила Барсбугская Империя за десять лет до описанных событий.
Око Михаэля сдерживает Верлорена. Око Рафаэля является причиной перерождения бессильного духа Верлорена в человеческом теле.

## Персонажи

### Главные персонажи
Тэйто Кляйн (яп. テイト·クライン Тэйто Курайн)
Сэйю — Мицуки Сайга

Тэйто

Главный герой всей истории. Бывший раб, захваченный Барбугской Империей и считающийся успешным студентом военной академии. Его родина — Королевство Раггс, и он был воспитан как сирота в церкви. Позднее обнаруживается, что Тэйто было доверено Око Михаэля, когда Империя вторглась в его родную страну, и что он сын бывшего короля Раггс, Вальдештайна Кром Раггс (Weldestein Krom Raggs), то есть принц.
В аниме Тэйто и его лучший (и единственный) друг, Микагэ, клянутся, что они умрут вместе. К сожалению, Микагэ отдаёт свою жизнь, чтобы защитить Тэйто от Империи. Тэйто ошеломлён. Он даёт клятву, что отомстит, даже несмотря на то, что Микагэ попросил не делать этого. В церкви седьмого округа он готовится стать священником, чтобы получить преимущества священника на пути мести — не очень строгий контроль при обыске, собственную комнату и предоставление жилья в любой гостинице Империи.
Тэйто часто дразнят из-за его невысокого роста. И Микагэ, и Фрау, и многие другие обычно относятся к нему как к ребёнку, чем очень злят Тэйто. Когда они тренировались с Микагэ во владении Зайфоном, Микагэ даже выгравировал слово «тиби», чтобы снова подразнить Тэйто. Позднее, из воспоминаний, мы узнаем о причинах его небольшого роста — пока он был рабом, и пока учился в академии, Тэйто питался только таблетками вместо нормальной еды.
В начале истории Тэйто холодный и серьёзный студент, даже с Микагэ, хотя эти двое — лучшие друзья. Это и понятно, учитывая, что он был боевым рабом, основной задачей которого было убивать преступников. Мироку, глава военной академии, говорит, что сострадание Тэйто — это его главный недостаток. Это хорошо представлено во время выпускного экзамена в академии. Был приказ убить преступника, чтобы сдать экзамен, но Тэйто отказался делать это, сказав, что у него нет на это причин. Тогда вмешался Аянами и убил бандита прямо на глазах у Тэйто. Пока он был рабом, мальчик часто видел других детей со своими матерями и пытался вспомнить, была ли у него самого семья. Был только один человек, который заботился о нём — немая служанка (она также была рабом) замка, где он жил. Перед тем как уехать в военную академию, Тэйто дал ей перо и пообещал, что когда-нибудь настанет день, и они станут свободными. В одном из воспоминаний, мы видим, как она с нежностью смотрит на фотографию Тэйто.
Позднее мы узнаем, что Тэйто — наследник Королевства Раггс, его настоящее имя — Вархайт Тиаше Раггс (яп. ヴァールハイト·ティアシェ·ラグス Ва:рухайто Тиасэ Рагусу). Однако, он незаконнорождённый сын, что было достаточной причиной для ненависти к нему королевы. Через некоторое время она заключила договор с Папой и отдала тело Тэйто ему. Папа запечатал тело Верлорена внутри Тэйто, сделав его «Ящиком Пандоры», то есть сосудом, в котором заключено все зло на земле. Король ничего не знал об этом, так как королева и Папа показали ему поддельного тело, внешне похожее на Тэйто, и сказали, что он умер, упав с балкона, тем самым скрывая, что настоящий Тэйто теперь «Ящик Пандоры». Их планы были раскрыты епископом Фиа Кройцем, или, как часто его называет Тэйто, «папой». Фиа Кройц использует свою силу, как один из Семи Душ (Душа Королевства Раггс, Фертраг), чтобы подчинить тело Верлорена, временно запечатывая его.
Из-за того, что истинная личность одного из Семи Душ должна содержаться в секрете, никто не поверил словам Фиа Кройца. Это стало началом «лжи» (что Кройц совершил невероятный акт похищения — украл «Ящик Пандоры»). Для того чтобы душа Тэйто не была подавлена заключённым в ней (Верлореном) и чтобы сохранить ему жизнь, король сделал Тэйто Сосудом для Ока Михаэля ещё в раннем возрасте. Интересен тот факт, что то, что Око охраняет Тэйто от Верлорена и, одновременно, является ключом к «Ящику Пандоры».
Королевство Раггс высылает посланника с известием о смерти Папы. Империя, под предлогом того, что Раггс пытается похитить Ящик Пандоры, объявляет войну и убеждает жителей Империи в виновности Раггс.
Обнаруживается, что Фиа Кройц — младший брат короля, то есть «папа» на самом деле кровный дядя Тэйто. Это объясняет, почему Кройц был с Тэйто все это время. Это также даёт некоторую возможность, что Тэйто станет одним из Семи Душ, так как он последний потомок Раггского дома.
У Тэйто на спине есть татуировка раба, которую он получил ещё ребёнком, и ошейник, который на него надел Аянами. Однако Фрау случайно заключает контракт на крови, пытаясь снять ошейник и, таким образом, становится «хозяином» Тэйто. Это даёт ему возможность использовать три команды, которым должен подчиняться Тэйто: спать, застывать и причинять боль. В одной из комедийных сцен, Кастор говорит, что об этом нельзя сообщать Фрау, объясняя это тем, что Фрау будет злоупотреблять своей силой. Однако, на самом деле, Фрау только дважды использовал команду «Спать» и оба раза, чтобы спасти свою жизнь. Ошейник взорвётся, если Тэйто разлучат с Фрау, как с хозяином ошейника, более чем на 48 часов.
Тэйто очень искусен в обращении с баклзом, но из-за одного происшествия он израсходовал доступный лимит использования Зайфона. Он проворен и прекрасно бегает, особенно после тренировок с куклами Кастора, и стал первым на экзамене, на пару с Хакурэном. Его номер, как раба, 2741.
В Хаосэнь Хаус Арк (Hausen House Arc) Тэйто узнаёт от слуги Кастора, что Кастор, чьё настоящее имя Синлу, на самом деле мёртв. Тэйто никак не может этого понять, ибо он видел живого Кастора в церкви. Позже Тэйто был атаковал Варсом — матерью Синлу, которая всё это время ждала своего сына. Тэйто представляется Синлу и прощает её, тем самым побеждая Варса. Когда Тэйто собирается уйти, передним появляется Фест/Кастор и спрашивает, хватит ли Тэйто смелости принять «проклятье» — это первый из семи «проклятых билетов», которые нужны, чтобы достичь земли Зиле. Достигнув конца мира, Тэйто мечтает получить аудиенцию у Владыки Небес, который может исполнить одно желание. Все о чём сейчас мечтает Тэйто — обменять свою жизнь на жизнь Микагэ.
Сейчас, на момент последней главы манги, Тэйто находится в 5 округе, в Королевстве Раггс. Недавно он познакомился с принцессой Империи и владелицей Ока Рафаэля, по совместительству, которую зовут Оука. После того, как его похитил Лем, Тэйто оказывается в Божьем Доме. Он был удивлён, узнав, что Дом охраняет Профе. Лабрадор (Профе) освобождает душу Лема, Тэйто получает проклятый билет и уезжает от Оуки. Они обмениваются подарками: Тэйто подарил принцессе куклу, сделанную им в церкви, а она дала ему украшение. Также они назвали друг другу свои настоящие имена.
Тэйто получил дополнительные способности после того, как стал хозяином Ока Михаэля, как то: улучшенный слух, шестое чувство и другие. Все они спали внутри него.
Его день рождения 1 декабря. Тэйто 14-15 лет.
Михаэль (яп. ミカエル Микаэру)
Архангел, который овладевает телом Тэйто с помощью Ока Михаэля. Когда он контролирует Тэйто, радужная оболочка глаз Тэйто приобретает красный цвет, а зрачок становится вертикальным. Ему очень нравится Тэйто, но ему причиняет неудобство ошейник раба, который ограничивает его силу. Несмотря на выдающуюся мощь, он имеет склонность вести себя как ребёнок и часто строит рожицы, когда общается с епископами. В одной из серий был украден Аянами, но Тэйто всё равно чувствует связь с Оком.
Рафаэль (яп. ラファエル Рафаэру)
Архангел, который овладевает телом Оуки с помощью Ока Рафаэля. В 53 главе, когда Тэйто называет своё настоящее имя, Рафаэль пытается уничтожить его.
Микагэ (яп. ミカゲ Микагэ)
Сэйю — Дайсукэ Намикава

Микагэ Селестин

Лучший друг Тэйто, Микагэ произошёл из семьи дворецкого. Хотя близость с Тэйто делает его предметом насмешек, он остаётся радостным и энергичным человеком. Микагэ часто шутит над Тэйто по поводу его невысокого роста, за что периодически бывает побит Тэйто. Но даже после этого, они очень дружны, клянутся друг другу, что умрут вместе и навсегда останутся друзьями. Микагэ учит Тэйто, как это «быть друзьями» и «сострадать окружающим». Когда Тэйто узнал, что Зейлан (дворецкий дома Хауза) до сих пор печалится о смерти своего молодого хозяина, мальчик отвечает ему словами, которые когда-то сказал ему Микагэ: «Горе, которое чувствуют двое, делится пополам».
Микагэ часто пытается немного расслабить Тэйто, говоря ему, что если он будет улыбаться и смеяться, то скорее вырастет. После его смерти Тэйто очень трудно жить дальше без своего лучшего друга, и мальчик часто говорит: «Когда умер Микагэ, я почувствовал, что умерла и часть меня». Тэйто получает задание побывать во всех семи Домах Бога, чтобы получить «проклятые билеты». Они нужны для путешествия в Страну душ (Край света), чтобы Тэйто смог обменять свою жизнь на жизнь Микагэ. В пути он получает информацию о своём прошлом и о Семи Душах.
В то время, когда душа Микагэ была во власти Аянами, он умоляет Тэйто не мстить за его смерть, вместо этого вступив на дорогу света. Это встряхивает веру Тэйто, так как Микагэ и есть его свет. Микагэ переродился в маленького дракона по имени Бурупуя (Burupya), так как последним его желанием было защитить Тэйто, и не важно в каком виде.

Микагэ после реинкарнации

Бурупуя — дракон Фюлун (Fyulong), выпавший из гнезда. Фрау нашёл его и принёс к Тэйто, чтобы они снова могли быть вместе. Во время путешествия к Дому Бога, Тэйто встречает мать дракончика, которая требует вернуть Бурупуя обратно (драконы умеют разговаривать и дорастают до огромных размеров, чем очень удивляют Тэйто). Через некоторое время Фрау признаётся, что на самом деле украл Бурупуя у матери, потому что знал, что Тэйто перестанет плакать, если снова увидится с Микагэ. Мать говорит Тэйто, что даже если Бурупуя — переродившийся Микагэ, то он всё равно ничего не помнит о своей прошлой жизни и не может быть собственностью человека. Она также утверждает, что Бурупуя сейчас не может разговаривать и летать, хотя его братья уже летают и говорят. И что это последствия эгоистического поступка Фрау и Тэйто. Дракончик не жил с себе подобными и ничему не мог у них научиться. И все это из-за того, что был украден у матери. Незадолго до этого Тэйто выпускает Бурупуя. Бурупуя изменяется и на несколько мгновений становится маленьким Микагэ. Микагэ указывает на фразу, выбитую Зайфоном на стене: «Мы всегда будем лучшими друзьями». Это были его последние слова. Когда драконы бросают Бурупуя, падающего с неба, его ловит Тэйто. Бурупуй остаётся с ним вместо того, чтобы улететь с остальными драконами.
Даже после смерти Микагэ по-прежнему заботится о Тэйто. Когда Тэйто боролся со своей беспомощностью, обучаясь работе с баклзом, Бастиен сказал ему, что нужно найти в своём сердце истинные чувства к Богу. Тэйто тогда подумал: «Хотя я ничего не знаю про Бога, я думаю о тебе… Микагэ». Затем во время тренировки, используя свой баклз, он совершает небольшой погром (случайно).
Микагэ имеет х-образный шрам на щеке. Появился он давно, во время одной из потасовок со старшим братом. Бурупуя тоже имеет похожий шрам на голове. У Микагэ также есть младшая сестра.
День рождения — 3 марта. В начале истории Микагэ 15 лет.
Фрау (яп. フラウ Фурау)
Сэйю — Дзюнъити Сувабэ

Фрау (Зехель)

Епископ, спасший жизнь Тэйто, когда мальчик упал с хавкзайла. Он один из Семи Душ, известный под именем «Зехель» (яп. ゼヘル Дзэхэру). Он находит Микагэ (маленького розового дракона) для Тэйто и случайно становится «хозяином» Тэйто, пытаясь снять с него ошейник. Ошейник даёт возможность Фрау приказывать Тэйто: спать, причинять боль и останавливать. Несмотря на все поддразнивания, Фрау поднимает настроение Тэйто в импровизированных бодрых разговорах. Из-за этого Тэйто иногда сравнивает Фрау и «папу». Отношение Фрау к Аянами неизвестно. Фрау единственный из Семи Душ, кто может управляться с косой Верлорена. Его любимая фраза перед сражениями — «да пребудет с тобой Господь».
Фрау был усыновлён церковью и стал учеником Бастиена. Все его друзья умерли, и он не верил в Бога. Тем не менее, у него очень мощный Зайфон, из-за чего даже был слух, что этот ребёнок благословлён самим Господом. Фрау был неуправляемым ребёнком, который постоянно создавал множество проблем. У него с Бастиеном сложились прекрасные отношения, похожие на отношения отца и сына. Когда Фрау был подростком, он по ночам ускользал из церкви и изгонял Кор из одержимых, хотя это было доступно только квалифицированному епископу.
Фрау был настолько одарён, что был самым лучшим на практическом экзамене — все, кто должен был проходить испытание в тот день, вынуждены были делать это поодиночке, ибо свет Фрау полностью стер тьму во всех. Когда Фрау и Кастор вспоминали о своих экзаменах, Фрау рассказал, что ему довелось иметь самого отвратительного напарника. Этот комментарий привёл Кастора в ярость. Он сказал, что это его точка зрения, намекая, что они были напарниками на экзамене.
Фрау получает удовольствие от насмешек над Тэйто, по поводу его невысокого роста. Несмотря на его высокий рост и пугающий внешний вид, всего церковные сироты обожают его и часто играют с ним. Фрау также пользуется популярностью у женщин, флиртует с монахинями и другими симпатичными девушками, которых встречает.
Внешне выглядящий сурово, Фрау на самом деле очень заботлив и присматривает за многими людьми, в особенности, за Тэйто, защищая его от опасностей и помогая ему, когда тому больно или тяжело. Он даже говорит, что первая встреча с Тэйто не была случайностью, это было предсказано.
После смерти Бастиена Фрау делает вид, что его это мало волнует, объясняя это тем, что уже много раз видел смерть. Тэйто ругает его за бесчувственность, намекая, что, на самом деле, Бастиен для Фрау много значит. Почти сразу после похорон монахини находят новый росток дерева, который проклюнулся в садах церкви. Они предполагают, что это переродившаяся душа Бастиена. В конце главы Фрау показан сидящим рядом с деревом, воссоединившись со своим учителем.
У него есть небольшая татуировка в форме креста на спине.
В 53 главе на странице 30 его ногти отрастают и он чувствует, что коса овладевает им.
Кастор (яп. カストル Касутору)
Сэйю — Сусуму Тиба

Кастор (Фест)

Епископ, который убеждает Тэйто сдать экзамен на звание священника. Он тренирует в Тэйто выносливость, часто используя для этого свои куклы. Жизненной силой марионеток управляет его Зайфон. Один из Семь Душ, известный как «Фест» (яп. フェスト Фэсуто).
Его настоящее имя Синлу Хаосэнь (яп. シンルー·ハウゼン Синру: Хаудзен, Xing-lu Hausen) и он тринадцатый глава Дома Бога. Отец часто не замечал сына, и Синлу чувствовал себе брошенным. Видимо поэтому Кастор проводит много времени в своих покоях, создавая куклы, в точности выглядящими как его мать, которой «единственной было позволено баловать его». Он был очень талантливым, что даже снискал общественное признание.
После удачно выполненного поручения Кастор услышал чьё-то пение и нашёл Розетту, юную русалку. Она была заключена в баке с водой. Кастор освободил девушку, и Розетта сразу согласилась пойти с ним. Эти двое стали прекрасными друзьями и напарниками. С первого дня, своей песней, она лечила его одинокое сердце. После этого стали появляться куклы похожие на Розетту. Как он говорил: «Потому что Розетте не хватает друзей». Розетта постоянно пытается развеселить Кастора. Используя свою силу для изменения своего лица на любое другое, она становилась похожей на Кастора и улыбалась, заставляя его смеяться до слёз.
Хотя Кастор был наследником Дома Бога, его это совсем не привлекало. Он говорил Розетте: «Я бы хотел стать кукольных дел мастером. Ты будешь петь, а я буду делать марионеток. И мы будет выступать на большой сцене, вместе путешествуя по всему миру». Однако этому плану было не суждено сбыться, так как началась война с Королевством Раггс. Они были на стороне Раггс, но в результате бесконечных нападений Баргсбурской Империи они проиграли. Для того, чтобы спасти семью, нужно было принести голову главы, то есть голову Синлу. Оказалось, что отец очень переживал за сына. Он говорит: «Я никогда не брошу своего любимого сына». Отец предложил, чтобы русалка Ноя (Розетта) использовала свои способности и превратила своё лицо в лицо Синлу. Он казнит её и принесёт эту голову в Империю. Кастор хочет помешать этому и совершает самоубийство.
Затем начинается история Зейлана, дворецкого Синру. Во время посещения Дома Бога, Тэйто был ошеломлён, узнав Кастора на фотографии Синлу. Тэйто спросил Зейлана, мог ли Синлу выжить после причинённого ему вреда. Но дворецкий ответил, что юный хозяин мёртв. Это ещё больше удивило Тэйто, так как он прекрасно знал, что Кастор и Розетта довольно счастливо живут в церкви. Оказалось, что когда он умер, то стал сосудом для одного из Семи Душ — Феста. Видимо, это одна из причин нежелания Кастора рассказывать семье о том, что он выжил. Истинная личность Душ должна сохраняться в тайне. Он становится Душой и воскрешает Розетту, которая добровольно рассталась с жизнью после смерти друга. Так как её дух ещё оставался в её теле, он применил свои новые способности Души. Поделившись жизненной силой, он связал её тело с духом, тем самым, оживив русалку.
После того, как Тэйто узнал, что и Кастор и Фрау являются Душам, Кастор решил стереть воспоминания Тэйто об этом происшествии. Потому что данная информация должна быть засекречена. Однако, Фрау остановил его. Он сказал: «Если ты сотрёшь воспоминания Тэйто, о том, когда я был Зехелем, то он забудет и последнюю улыбку Микагэ». Фрау превратился, чтобы спасти Микагэ, когда тот был под властью Аянами.
Его сила как Души — умение связывать души воедино. Вместе с тем, он может воскрешать мёртвых, при условии, что душа по-прежнему остаётся в теле. Это значит, что настоящая смерть ещё не наступила. Он проделал это с мёртвой собакой, связывая её дух и тело вместе и делясь своей жизненной силой. Первый раз он использовал свою силу сразу как стал Душой, чтобы вернуть Розетту. Это дало возможность ей жить дальше, и оставаться вместе с ним, так как их души теперь были связаны. Это позволило обойти закон, согласно которому Душа не может контактировать с людьми из прошлого.
Кастор был лучшим кандидатом на роль ассистента архиепископа (вместо Бастиена), но он отказался от этой должности. Объяснение было просто — это очень сложно и ему придётся отказаться от своего любимого хобби (изготовления кукол). Кастор порекомендовал на эту должность епископа Ланса.
Его день рождения — 24 декабря.
Лабрадор (яп. ラブラドール Рабурадо:ру)
Сэйю — Коки Мията

Лабрадор (Профе)

Епископ, чьё хобби — садоводство. Он даёт Тэйто защитный цветок в самом начале аниме, что помогает мальчику при первом же нападении Кор. Также он даёт Тэйто напиток, сделанный из сладких цветов. По словам епископа, этот чай «исцелит раненное сердце». Во время сражений он использует цветы и лозы как оружие, управляя ими Зайфоном. Он также общается с цветами. В приложении к 46 главе, мы получает точное подтверждение того, что Лабрадор один из Семи Душ, по имени «Профе» (яп. プロフェ Пурофэ). Его сила как Души — дар предвидения. Свой дар он использует, чтобы помогать Тэйто перед первой стычкой с Кор. Он не хотел убивать Верлорена, предложив сделать его простым человеком.
Его настоящее имя — Илюша Крат (яп. イリューシャ·クラート Ирю:ся Курато). Это узнает Тэйто из воспоминаний Лема, который является старинным другом Лабрадора. Он внук главы семьи Крат и со временем должен был унаследовать весь Дом. Лем и его младшая сестра Лирин (Lirin) — сироты, которых усыновила семья Крат. Эти трое (Илюша, Лем и Лирин) стали близкими друзьями. Лабрадор (Илюша) с детства имел особые способности: он мог «видеть», где вырастут лечебные травы. Лирин была очень слабым ребёнком, из-за чего часто болела. Крат рассказал Лему о «Райском цветке». Это волшебный цветок, который исцеляет любую болезнь, также как и грусть. Лем рассказал Илюше об этом цветке. Через несколько дней пришло письмо, наполненное неизвестными лепестками. В письме было написано: «Если ты разожжёшь лепестки, Лирин станет счастливой». Радостный Лем торопится в оранжерею к Илюше, но находит, что там все опечатано солдатами Империи. Илюша был уничтожен запретным — «Райским» — цветком. Ослеплённый горем, Лем запечатывает тело Илюшы и, одновременно, Профе. Он говорит: «Это самое ценное сокровище в мире».
Хакурэн Оак (яп. ハクレン·オーク Хакурэн О:ку)
Сэйю — Дзюн Фукуяма.

Хакурэн

Сосед по комнате Тэйто в церкви, который также оказывается и соперником на экзамене. Первая встреча состоялась почти сразу после смерти Микагэ. Тэйто увидел его во дворе церкви, спутав Хакурэна с Микагэ. Присмотревшись, он понял, что ошибся. Затем Хакурэн увидел на шее Тэйто значок соискателя сана священника. Он сказал, что они оказывается соперники. Тэйто считает, что Хакурэн ведёт себя слишком дерзко. Особенно после того, как Хакурэн спросил у Тэйто, закончил ли тот хотя бы среднюю школу. Внезапно Тэйто понимает, что голос Хакурэна очень сильно похож на голос Сюри Оака, мучителя Тэйто в военной академии.
Это означает, что Хакурэн родственник Сюри. Они с Тэйто тут же начали презирать друг друга, думая «если бы не были мы в церкви, я бы его побил». Тэйто спрашивает у Хакурэна, почему потомок известной семьи Оак, знаменитой тем, что все занимаются, либо в политике, либо в армии, вдруг решил посвятить свою жизнь церкви. Позже, в этот же день, они узнают, что будут соседями по комнате. Им обоим нужно было измениться, хотя они и не были способны на такие подвиги. Теперь они соседи по комнате, а значит — партнёры на предстоящем экзамене.
В итоге они извиняются за свою грубость и становятся друзьями. Тэйто даже рассказывает Хакурэну, что Бурупуя — это перерождённая душа его друга. А Хакурэн рассказывает о своих причинах стать священником. Когда он был совсем маленький, его мамой завладел Кор. Отцу было стыдно и он закрыл её в комнате, чтобы никто не узнал о её болезни. Хакурэн рассказал ему, что в городе находятся представители церкви, которые могут помочь избавиться от Кор. Отец запретил это делать, но Фрау всё равно пришёл в дом и помог матери Хакурэна. Мальчик поверил, что Бог услышал его просьбу и с того дня захотел стать как Фрау. После этой истории Тэйто почувствовал себя неловко, но они всё равно смогли стать друзьями. Их дружба скоро выдержала проверку. На них напал Варс и Тэйто ухватил Хакурэна за руку, чтобы предотвратить его падение с высоты. Теперь падали они уже вместе. Их спас Фрау.
После этого происшествия Хакурэн предложил Тэйто пожать руки и назвал его «товарищем». Тэйто заколебался. Он вспомнил, как стал другом Микагэ, и закончилось это тем, что он не смог защитить его. Поразмыслив, он сказал Хакурэну: «Когда я стану достаточно сильным, чтобы защитить тебя, мы будем друзьями». В итоге их дружба стала только крепче. После завершения экзамена они встречаются и обещают, что станут сильнее, когда встретятся в следующий раз. Сейчас Хакурэн — ученик епископа Кастора. Он пишет Тэйто письма, когда выдаётся свободная минутка. Ещё чуть позже Хакурэн становится епископом. По его словам, он недолюбливает женщин.
Через некоторое время Хакурэну приходит письмо из дома. Отец требует, чтобы сын вернулся ко двору и стал учителем для наследной принцессы. Хакурэн отказывается. Однако Кастор просит Хакурэна съездить прежде, чем давать окончательный ответ. После того, как он увидел и услышал то, что скрывала армия, он решил, что донесёт до королевской семьи глас слабого народа.
Хакурэн носит очки, когда читает. Его день рождения — 15 октября.
Аянами (яп. アヤナミ Аянами)
Сэйю — Хаями Сё
Главный отрицательный герой истории. Это человек, который убил «папу» Тэйто во времена войны с Королевством Раггс. И он ищет Око Михаэля. Главнокомандующий Баргсбургской армии. Командир «Чёрный ястребов», группы Варсфайлев.
Известно, что родился в семье дворян, которые были изгнаны из королевской линии. В главе 90 выясняется, что Аянами на самом деле потомок королевской семьи Раггс и младший из трёх сыновей дедушки Тейто, что делает его младшим братом Фиа Кройца и Вельдештейна Кром Раггса и соответственно кровным дядей Тейто. Первоначально Аянами звали Кровелл Раггс. Согласно словам матери, Тейто Кровелл очень любил свою семью, но умер в детстве по неизвестным причинам.
По мнению многих[кого?], он бесчувственный и не ценит жизни людей. И все бы так, только в 18 главе, когда Куроюри хочет умереть, Аянами отказывается бросить Куроюри, даже несмотря на то, что сам подвергается опасности. На одном из drama-CD Аянами приходит на могилу беглайтера по имени Юкикадзэ (Yukikaze) и нежно с ним разговаривает. Как Главнокомандующий армии он должен быть холодными и жестоким, а также, не колеблясь, совершать убийства. Он очень предан своей стране. Его жестокость показана в сцене, где он держит Микагэ в плену после побега Тэйто и допрашивает мальчика. Он ставит Микагэ перед выбором: вернуть Тэйто или спасти семью. После того, как Микагэ отказывается вернуть Тэйто, Аянами овладевает душой мальчика. Когда Микагэ, наконец, находит Тэйто, Аянами заставляет его напасть на друга. В конце концов, Тэйто и Фрау приходится убить Микагэ. Аянами совершает столь жестокий поступок на глазах у Тэйто, чтобы мальчик пришёл к нему отомстить. Хотя Микагэ защищал Тэйто, Аянами не причинил вреда семье Микагэ.
В одном из официальных дополнений есть небольшая сценка, когда Аянами ищет для себя домашнего питомца, но все животные боятся его.
В 46 главе манги мы получаем подтверждение, что Аянами — это переродившийся Верлорен (яп. フェアローレン Фэаро:рэн). В этом нет ничего необычного, так как со дня своего заточения Верлорен постоянно перевоплощался в телах людей. Есть лишь одно отличие — Аянами помнит, что он Верлорен. Аянами говорит Лабрадору, что хочет вернуть своё тело и свою силу, и ничто его не остановит. Он также подтверждает, что Семь Душ сотворены из его частей и что теперь он хочет вернуть все обратно. Верлорен когда-то был влюблён в дочь Владыки Небес, Еву, и Владыка заявил, что Верлорен убил её. После её смерти Верлорен сбегает на землю. Там он начал забирать души людей. Он решил собрать так много душ, как это возможно, чтобы найти её. Именно за это его и заточили. Он также создан Владыкой Небес. И был назван самым величайшим творением.

### Второстепенные персонажи
Мироку Барсбург (яп. ミロク Мироку Барусубургу)

Мироку

Глава военной академии и член семьи Барсбург. Тэйто был его любимым учеником. Несмотря на то что сначала такого ощущения не возникает, Мироку сразу предполагал, что Тэйто является носителем Ока Михаэля, что и послужило истинной причиной зачисления бывшего раба в академию. Из разговора с Аянами (10 серия) становится ясно, что Мироку с самого начала не планировал делать из Тэйто игрушку Армии. Он также утверждает, что это расточительство — потерять Тэйто, когда он так силен, и сразу говорит Аянами, что тот пожалеет, если убьёт мальчика. Хотел сделать Тэйто адъютантом Аянами.
Сюри Оак (яп. シュリ·オーク Сюри О:ку)
Студент военной академии из известной семьи Оак. В академии пользовался большой популярностью, часто ходил, будучи окружённым свитой, и состоял на хорошем счету у преподавателей. Он часто дразнил Тэйто за то, что мальчик был рабом, и Микаге, поскольку тот общался с Тэйто, тоже. Во время выпускного экзамена Тэйто спасает его жизнь. Благодаря связям своего отца — фельдмаршала Вакабы Оака — Сюри становится подчинённым у Аянами.
Он труслив, тщеславен и избалован, представляет типичный образ «папенькиного сынка». Постоянно раздражает Куроюри и Хюгу — однажды Хюга не выдерживает и выбрасывает его за борт самолёта, заявив, что он отправил его сражаться на передовую. Сюри погиб бы, если бы Конацу не выпрыгнул следом и не спас его. За это Сюри начинает поклоняться ему, как своему покровителю. Становится соседом Тэйто после того, как тому стирают память и присоединяют к Чёрным Ястребам, и первоначально относится к нему не очень хорошо, но отношение Сюри меняется, когда Тэйто поддерживает если после смерти Вакабы, которая стала для Сюри ударом. Во время похорон Вакабы выясняется, что Сюри был другом детства Микаге. Его день рождения — 3 февраля.
Хюга (яп. ヒュウガ Хю:га)

Хюга

Один из подчинённых Аянами. Лейтенант группы «Чёрные ястребы». Он всегда ходит в тёмных очках. Хюга часто улыбается, и даже в самые серьёзные моменты умудряется шутить. Это хорошо показано в одном из дополнительных материалов. Он и Фрау являются учителями Конацу и Тэйто, поддерживая их и смущая, одновременно. Он прекрасно фехтует, особенно во время сражений. Единственные, кто доставили ему немного хлопот — «задержали на минуту» — это близнецы Юки и Сузу.
Хюга очень заботится об Аянами. На первом диске с drama-CD он обеспокоен его самочувствием, так как последний много работает и почти не спит. Хюга незаметно следует за Аянами. Когда он услышал, как Аянами сказал у могилы Юкикадзэ, что лучше бы Юкикадзэ никогда не встречал его, он вышел из своего укрытия, чтобы поддержать командующего. Является варсфайлем и однокрылым кором, вторая половина его души находится у Аянами. Защищая Конацу от Рандкальта, едва не погиб, но выжил благодаря специальному растению, данному ему Лабрадором. Это растение забрало всю тьму Хюги, так что он больше никогда не сможет пользоваться тёмной магией.
Прекрасно рисует. Рост — 187 см. День рождения — 8 июля.
Конацу Уоррен (яп. コナツ·ウォーレン Конацу Уо:рэн)

Конацу

Молодой помощник лейтенанта Хюги. Он частенько раздражён тем, что Хюга сваливает на него свою работу. Первоначально был недоволен тем, что вынужден опекать Сюри, но мальчик все равно стал почтительно к нему относиться. Часто он кажется единственным «нормальным» человеком в этой сумасшедшей команде. Он выходит из себя, когда никто не работает, а лишь слоняется без дела.
Конацу родился в знаменитой семье, из членов которой получались одарённые Варсфайли. Однако Конацу эта сила обошла стороной. Семья избегала его за исключением деда, который обучил его владению мечом. Дед объяснял это тем, что если Конацу сможет вступить в ряды «Чёрных ястребов» и защищать господина Верлорена, то семья примет его. Конацу — отличный фехтовальщик, который не проиграл ни одного сражения. За свои достижения даже стал студентом года.
С этими заслугами он выдвигает свою кандидатуру на пост в команду «Чёрных ястребов», но ему отказывают, так как он не является Варсфайлем. После отказа Конацу видит, как Хюга тренируется с мечом, и вызывает его на поединок. Хюга выдвигает условие: если Конацу хотя бы раз коснётся Хюгу, то он отдаст ему свой меч. Конацу проигрывал, но сумел обхитрить лейтенанта, притворившись потерявшим сознание. Когда Конацу очнулся в больнице, Хюга награждает его мечом и принимает в ряды «Чёрных ястребов».
Конацу очень вежлив с коллегами. На одном из drama-CD он пытается поднять настроение Куроюри, когда видит, что он/она чем-то расстроен(а).
Куроюри (яп. クロユリ Куроюри)

Куроюри

Юный помощник Аянами. Подполковник группы «Чёрные ястребы». Часто в напарники берёт с собой Харусэ. Он фанатично предан Аянами и ненавидит Семь Душ, особенно Фрау, когда узнал, что тот владеет косой Верлорена. Он получает удовольствие от убийства людей. У него есть хобби — убивать людей, которые ему не нравятся, разными способами пачкая все вокруг кровью. Это показано в сцене, где Куроюри сидит на горе трупов и изувеченных тел. Ещё он часто спрашивает разрешения убить кого-либо.
Половая принадлежность Куроюри не уточняется, однако в одном из дополнений при первой встречи с Харусе Куроюри говорит: «Он должно быть принял меня за девочку, раз выбрал пирожное», в официальной информации об аниме стоит пометка «неизвестно». На одном из дополнений Конацу спрашивает об этом, но это так и остаётся загадкой. Когда Хюга в очередной раз подкалывает Куроюри этим вопросом, он/она отвечает: «Ты хочешь, чтобы я умер?» В аниме видно, что Куроюри делает себе косу, но про пол ничего не сказано. В аниме и манге, когда Куроюри говорит о себе, он/она использует приставку «boku», что является формой местоимения «я», которую используют маленькие мальчики и девочки-сорванцы в Японии.
В детстве был/а отравлен/а, после чего перестал/а чувствовать практически все вкусы. По этой причине Куроюри не умеет готовить. Во втором выпуске дополнений Куроюри готовит сасими с клубничным джемом, яйцами и шоколадом, и все вместе оно получается голубого цвета. Это становится достаточной причиной для Хюги и Харусэ, чтобы отказаться от угощения и не умереть от съеденного.
Его/её день рождения — 25 сентября.
Харусэ (яп. ハルセ Харусэ)

Харусэ

Помощник Куроюри, который часто помогает ему/ей на заданиях. Впервые они встретились возле одного из торговых автоматов, когда Харусэ нажал на кнопку, до которой Куроюри дотянуться не мог/ла. Рассмеявшись, Куроюри заявил(а), что вовсе не хотел(а) нажимать на кнопку и убежал(а). В этой же главе Куроюри говорит: «Он должно быть принял меня за девочку, раз выбрал пирожное…», так что можно сказать, что Куроюри — мальчик. Харусэ происходит из семьи кондитеров.
Позднее мы видим, что душу Харусэ поглощает Око Михаэля, когда Харусэ попытался забрать Око у Тэйто. Аянами воскрешает тело Харусэ, но это лишь бездушная оболочка. Куроюри клянётся, что когда-нибудь оживит Харусэ. В конце концов Кастор, используя силы Феста, связывает души Куроюри и Харусэ, тем самым возвращая последнему эмоции и разум.
Розетта (яп. ラゼット Радзэтто)

Розетта

Она же Разетт или Лазетт. Русалка Ноя, живущая в церкви седьмого округа, поющая и играющая там на органе. В аниме больше расположена к Тэйто, хотя в манге раскрываются её отношения с Кастором, которым Разетт была спасена, после чего стала его единственным другом. После смерти Кастора не выдержала и покончила с собой из-за скорби по нему, но была воскрешена им с помощью способностей Феста. Розетта может легко менять своё лицо на любое другое. Если человек съест чешуйку из её хвоста, то он сможет дышать под водой.
В аниме она боится Фрау, и при встрече с ним пытается спрятаться, даже если он просто хочет поздороваться с ней. Этого нет в манге. При первой встрече с Тэйто он ей становится симпатичен, хотя она всегда избегала незнакомцев.
Фиа Кройц (яп. フェア·クロイツ Фэа Куройцу)
Первоначально его представляют как «папу» Тэйто — человека, воспитывающего мальчика, когда тот жил в церкви в качестве сироты. Когда Тэйто был маленький, Фиа Кройц обучал его многим вещам, включая большинство церковных писаний. Фиа Кройц был отлучён от церкви за то, что украл Ящик Пандоры.
Он очень заботился о Тэйто, носил его на руках и был почти как настоящий отец. Тэйто всегда звал его «отцом», подразумевая сан священника. На самом деле Фиа Кройц — младший брат главы Королевства Раггс, то есть родной дядя Тэйто. Из-за большого сходства с Фрау, Тэйто вспоминает «папу», особенно, когда Фрау говорит что-то серьёзное. Позднее, в 39 главе, мы узнаём, что именно он запечатал воспоминания Тэйто, касающиеся Ока Михаэля и местонахождения Ящика Пандоры. Именно Кройц спас Тэйто от Папы, с помощью своей силы временно запечатав Верлорена, и затем вместе с Тэйто и тремя телохранителями бежал из Королевства. Он похож на Микагэ и на Фрау.
Фиа Кройц один из Семи Душ, Фертраг. Он был поглощён Верлореном для получения силы, но вернулся, когда Верлорен погиб.
Бастиен (яп. バスティン Басутин)
Высокопоставленный священник, который наблюдает за подготовкой к экзамену кандидатами на должность священника. В прошлом он был учителем Фрау и просто очень важным человеком в жизнь подростка. Забавно, что именно он стал шпионом Аянами. Варсфайль. Был убит Фрау за то, что использовал тёмную магию и убил нескольких преступников, которые скрывались в церкви от правосудия. Переродился в самое долгоживущее дерево в мире и был посажен в церковном саду.
Ланс (яп. ランセ Рансэ)
Напыщенный епископ, который следит за ходом экзамена на должность священника. Он считает Фрау своим соперником. Раньше был странствующим епископом и в своём путешествии посетил все округа. Плохо ориентируется на местности и часто теряется. Он вернулся почти сразу после смерти Бастиена, и Кастор предложил его кандидатуру на место ассистента архиепископа.
Один из Семи душ, известный как «Рилект». Его способность — видеть прошлое.
Ева
Дочь Владыки Небес. Внешне очень похожа на Тэйто. Она познакомилась с Верлореном в лесу.
Росеманелла Оука Баргсбург (яп. ロゼアマネル·オウカ·バルスブルグ Родзэаманэру О:ка Барусубуругу)
Имперская принцесса и владелица Оком Рафаэля. Её мечта — сбежать из королевского дворца и стать свободной. Она не подчинилась приказу короля: стать кем-то, кем она быть не хотела. Она желала быть доктором. У неё также есть дракончик по имени Куруру (クルル), который относится к ней как к сестре. Хотя она этого не помнит, именно она управляла Оком Рафаэля во времена войны с Раггс и уничтожила родину Тэйто. Она восторгается Тэйто и его мужеством и соглашается присоединиться к нему в путешествии к следующему Дому Бога. Но это было до того, как на них напал Варс. Когда она встретила Тэйто впервые, то подумала, что он один из представителей Дома Бога. Такой вывод она сделала, увидев его одежду, но это недоразумение быстро разрешилось. Фрау путает Тэйто с Оукой, чем смущает обоих. Она, как и Тэйто, считает Фрау извращенцем. Оука дарит Тэйто украшение, принадлежащее её матери, как прощальный подарок. В ответ Тэйто даёт ей куклу, которую сделал для неё. Перед расставанием они называют друг другу свои настоящие имена, чем активируют Око. Око пытается убить Тэйто, но было остановлено приходом Хакурэна. Позже выясняется, что Оука на самом деле клон погибшей принцессы — OR-007, занявший её место, но это относится только к её телу. Душа же у неё самой принцессы, перенесённая Эа в новый сосуд, поскольку она не должна была умереть.
Куруру (яп. クルル Куруру)
Дракон Фюлун Оуки, её друг и напарник. Когда она знакомится с Бурупуя, то не хочет с ним иметь ничего общего. Но позднее учит его летать и разговаривать.
Капелла (яп. カペラ Капэра)
Мальчик, которого собственная мать продала в рабство, так как у них совсем не было денег. Был освобождён Тэйто и Фрау, после чего присоединился к ним в путешествии. Капелла является одним из людей который может использовать два типа зайфона. Сначала он получает способность использовать исцеляющий Зайфон, после чего через некоторое время, активирует атакующий тип. Тэйто отправляется в четвёртый округ, чтобы встретиться с его матерью. Его имя означает — «Церковный слог». Когда его освобождают от работорговца, Капелле пять лет.
Кал (яп. カル Кару)
Личный помощник Мироку — высокий мужчина с повязкой на глазах и член семьи Барсбург. Он выполняет все поручения Мироку, связанные с Оком или Тейто. В главе 86 выясняется что он — Эа (один из Семи Духов, владеющий Книгой Гадеса и могущий направлять души людей). Всё это время он охранял и защищал Тейто, который стал Ящиком Пандоры; также Кал/Эа переместил душу Оуки из её настоящего тела, погибшего в результате экспериментов с Оком Рафаэля, в тело клона, созданного из генетического материала принцессы.
Мирейа Кляйн (яп. ミレイア·クライン Мирэйа Курайн)
Мать Тейто; дочь наложницы, одна из королевской династии Барсбургов. В начале истории не было ясно умерла она или нет на момент бегства Тейто и на протяжении всей манги о ней мало что упоминалось. Считалось, что после рождения Тейто Мирейа заболела странной и неизлечимой болезнью и возможно умерла во время Войны Рагг. Однако, позже выясняется что её похитили после начала Войны и сейчас она находится под присмотром врачей. Похоже в этом деле замешана чёрная тень, забравшая Мирейю для Императора Вульфа, когда-то предложившего ей руку и сердце, но получившего отказ.
Курэна (яп. クレナ Курэна)
Служанка, которая заботится о Тэйто, в бытность рабом. Однажды он сказал, что освободит её от рабства. У неё есть шрам на шее, который она получила от своего хозяина за небрежность. Нам показали, что она хранит фотографию Тэйто и другие небольшие безделушки (камушки, цветы), которые он ей дарил. Это позволяет нам понять насколько трогательного Курэна относится к мальчику. Она единственный женский персонаж из довоенной жизни Тэйто, который заботился о нём.
Сейлан (яп. セイラン Сэйран)
Дворецкий в Хаусен Хаусе. Он присматривал за Синлу и грустил о его смерти, даже спустя 10 лет.
Сузу и Юки (яп. スズ&ユキ Судзу то Юки)
Боевые рабы в Анворте. Они попали к Аянами, который освободил их и решил связать себя с ними, так как они оказались очень сильными. Они насылают Варс на Тэйто для проверки его возможностей, а в 47 главе — встречаются лицом к лицу.
Лем (яп. レム Рэму)
Давний друг Лабрадора. Он — Варс, который сохранил человеческое сознание. Илюша помог его сестре, Лирин, избавив от болезней. Он дал ей лепестки Райского цветка, заплатив за это собственной жизнью. Тэйто увидел воспоминания Лема и сказал ему, что Илюша выбрал смерть, чтобы спасти Лирин. Лем ломает печать, освобождая Профе и, одновременно, изгоняя Варс из своего тела.
Фюлун (яп. フュールング)
Порода драконов, в одного из которых переродился Микагэ. Они обладают древними знаниями, превосходящими человеческие, и обладают телепатическими способностями.

## Манга
«07-ghost» в настоящее время выпускается журналом «Comic Zero-Sum» издательства Ichijinsha. В ноябре 2009 года был напечатан девятый том. Манга до сих пор выходит. Правом на издание в Северной Америке обладает Go! Comi.
| № | Дата публикации     | ISBN                   |
| - | ------------------- | ---------------------- |
| 1 | 25 ноября 2005 года | ISBN 978-4-7580-5193-4 |
| 2 | 25 мая 2006 года    | ISBN 978-4-7580-5225-2 |
| 3 | 25 ноября 2006 года | ISBN 978-4-7580-5261-0 |
| 4 | 25 мая 2007 года    | ISBN 978-4-7580-5290-0 |
| 5 | 24 ноября 2007 года | ISBN 978-4-7580-5320-4 |
| 6 | 24 мая 2008 года    | ISBN 978-4-7580-5347-1 |
| 7 | 25 ноября 2008 года | ISBN 978-4-7580-5376-1 |
| 8 | 25 мая 2009 года    | ISBN 978-4-7580-5415-7 |
| 9 | 25 ноября 2009 года | ISBN 978-4-7580-5466-9 |

## Аниме
Манга «07-ghost» была адаптирована для просмотра Studio DEEN. Режиссёр — Нобухиро Такомото (Nobuhiro Takamoto). Премьера состояла на канале Chiba TV 6 апреля 2009 года. Первый сезон закончился 21 сентября 2009 года.
Начальная музыкальная тема — Yuuki Suzuki «Aka no Kakera»; завершающая музыкальная тема — Noria «Hitomi no Kotae». Композиция Noria «Raggs no Chinkonka» (Колыбельная Раггс) исполняется в 20 и 25 эпизодах.